# O Dia da Mar
Dia do Mar – o segundo livro de Sophia de Mello Breyner Andersen, publicado em 1947. Os conceitos do mar, da praia, da casa e do jardim servem a autora para a busca da perfeição, pureza e harmonia. Baseia-se no tempo recuperado da infância, período que lhe ensinou ouvir as vozes das coisas. O mar é aqui a fonte da purificação e lugar onde tudo adquire sentido.